# Kraftwerk Bad Tölz
Das Wasserkraftwerk Bad Tölz ist ein Laufwasserkraftwerk an der Isar und wurde 1961 erbaut. 
Das Kraftwerk liegt wenige Kilometer flussabwärts der Stadt Bad Tölz und staut die Isar auf einer Länge von mehr als einem Kilometer. Betreiber des Kraftwerks sind die Stadtwerke Bad Tölz.

## Bilder

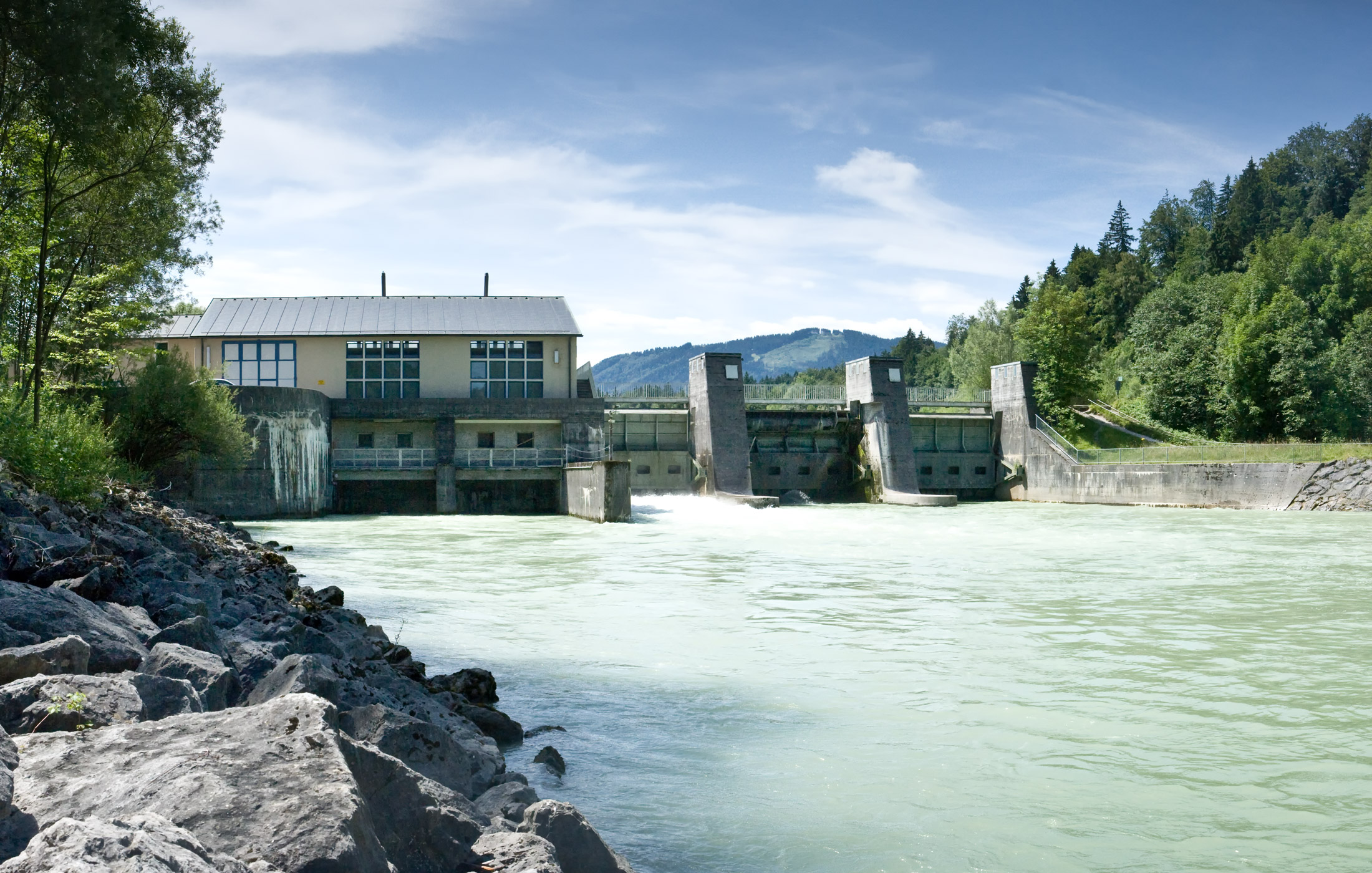
Ablauf an der Nordwestseite
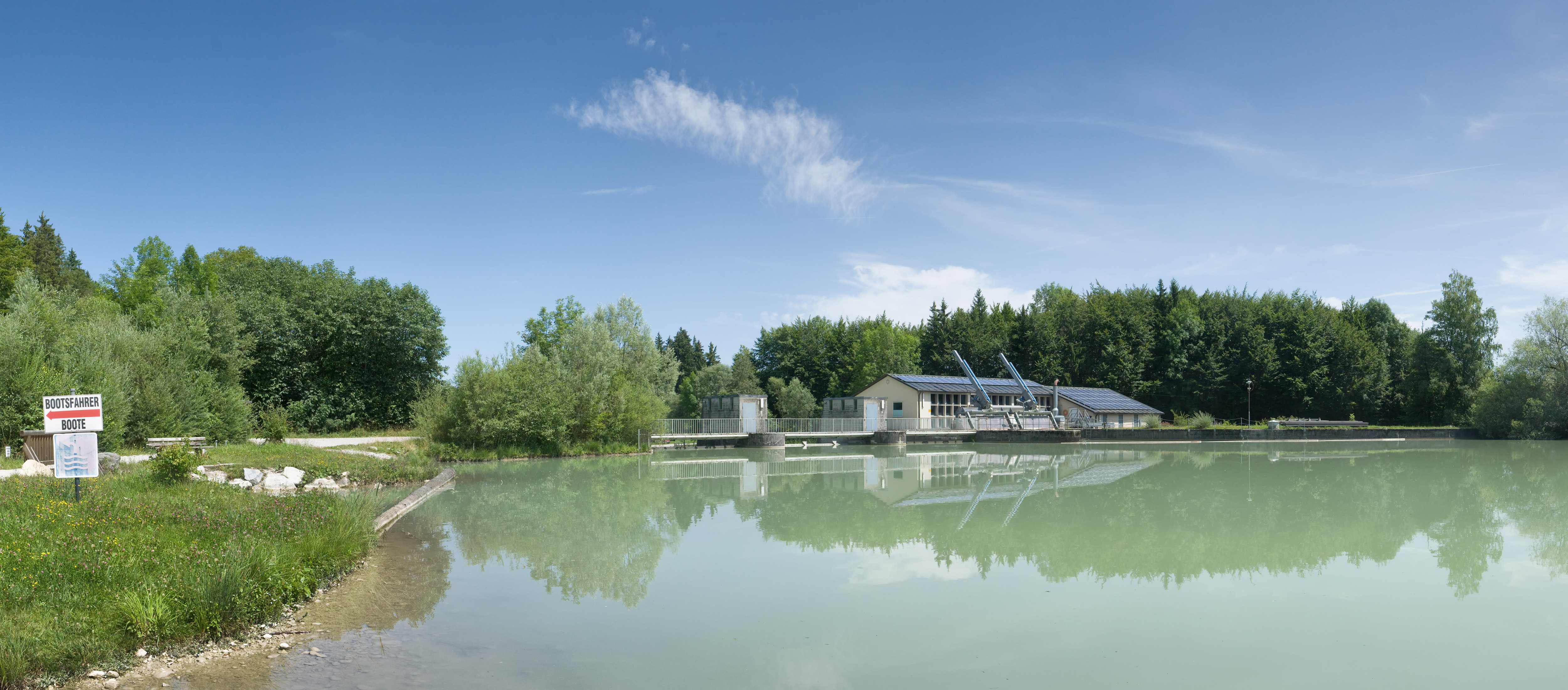
Südostseite des Areals mit der Anlegestelle für Boote (links)
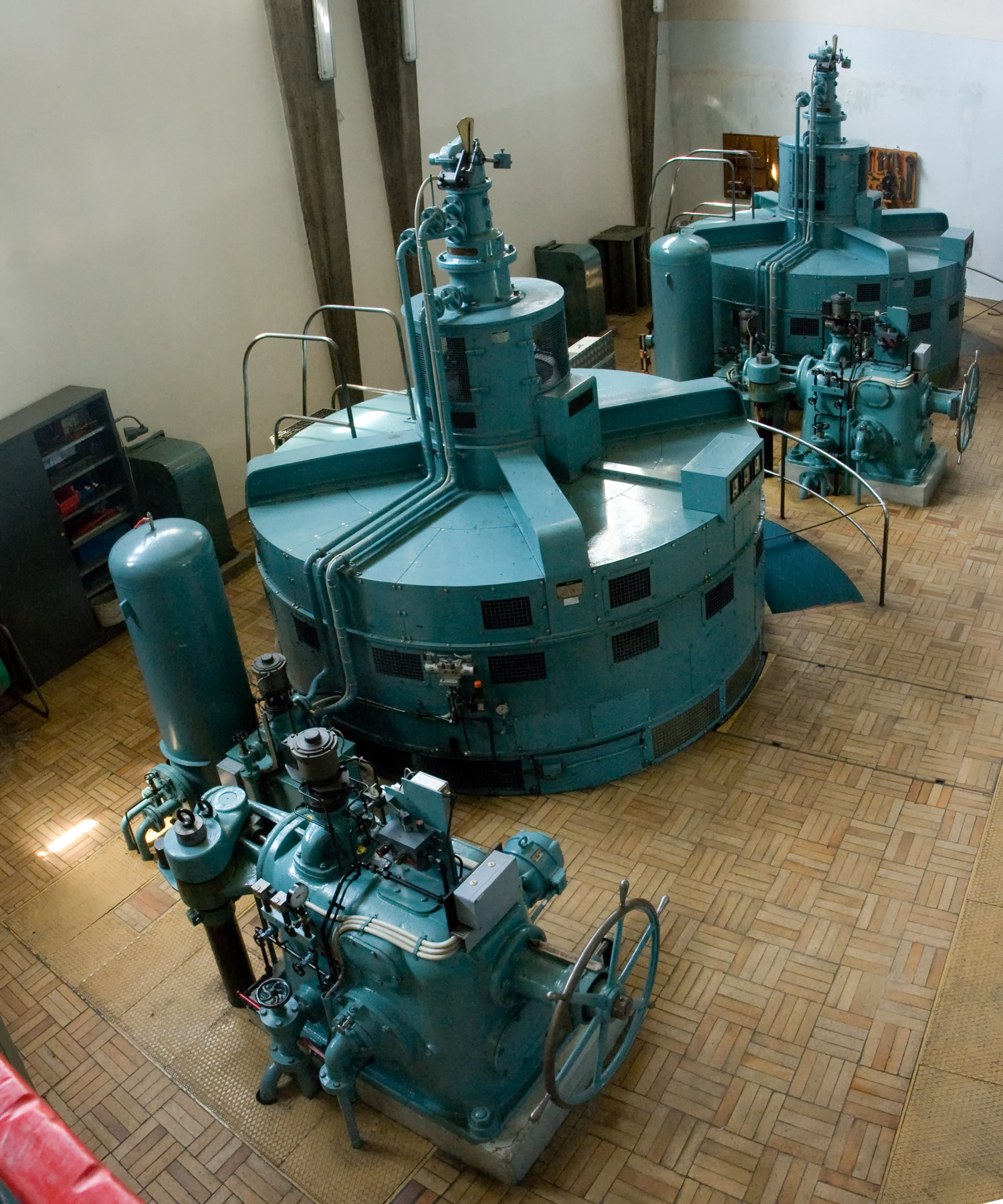
Die beiden Turbinen